# 瀬戸焼

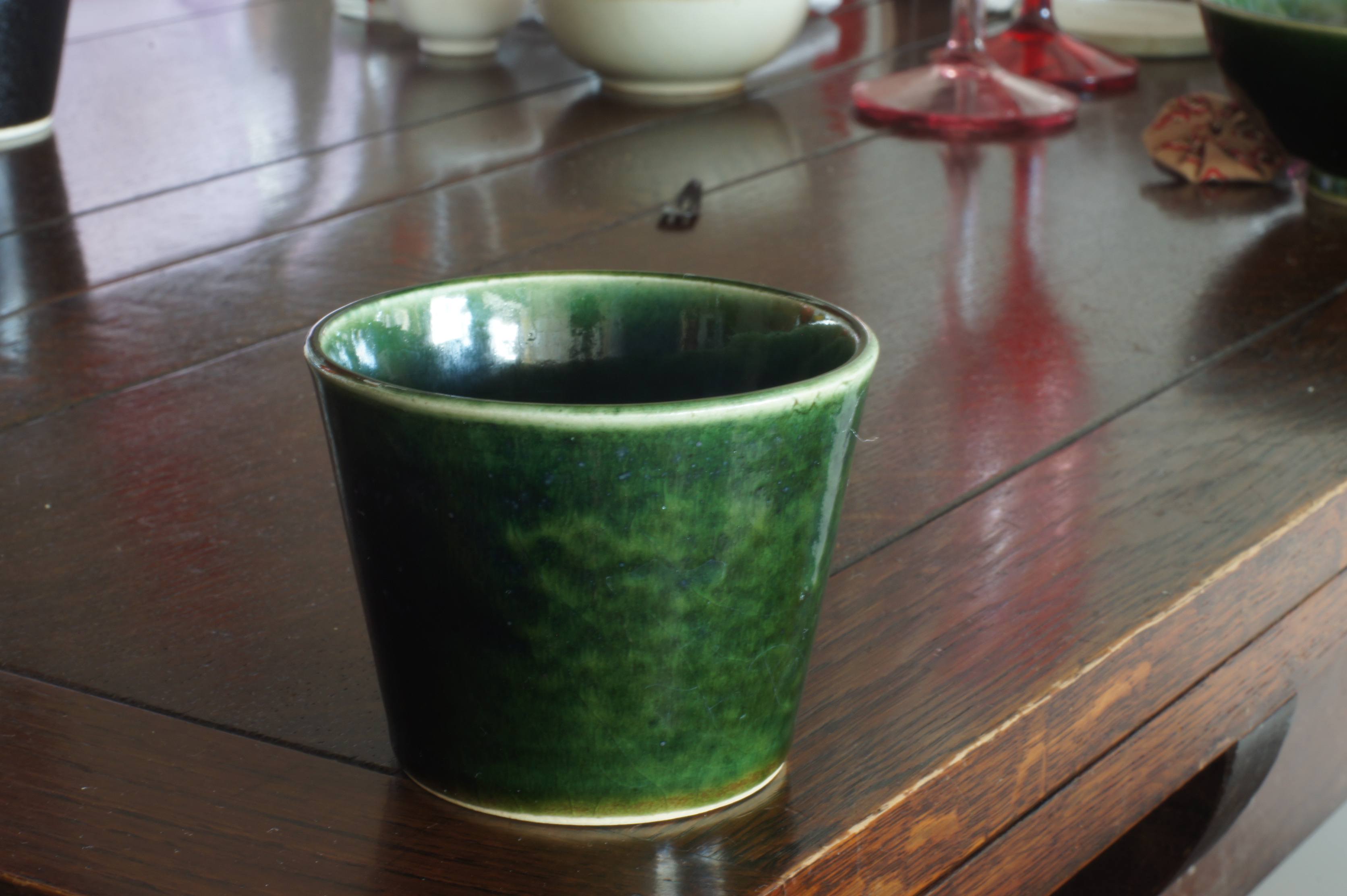
瀬戸焼（織部釉）の蕎麦猪口

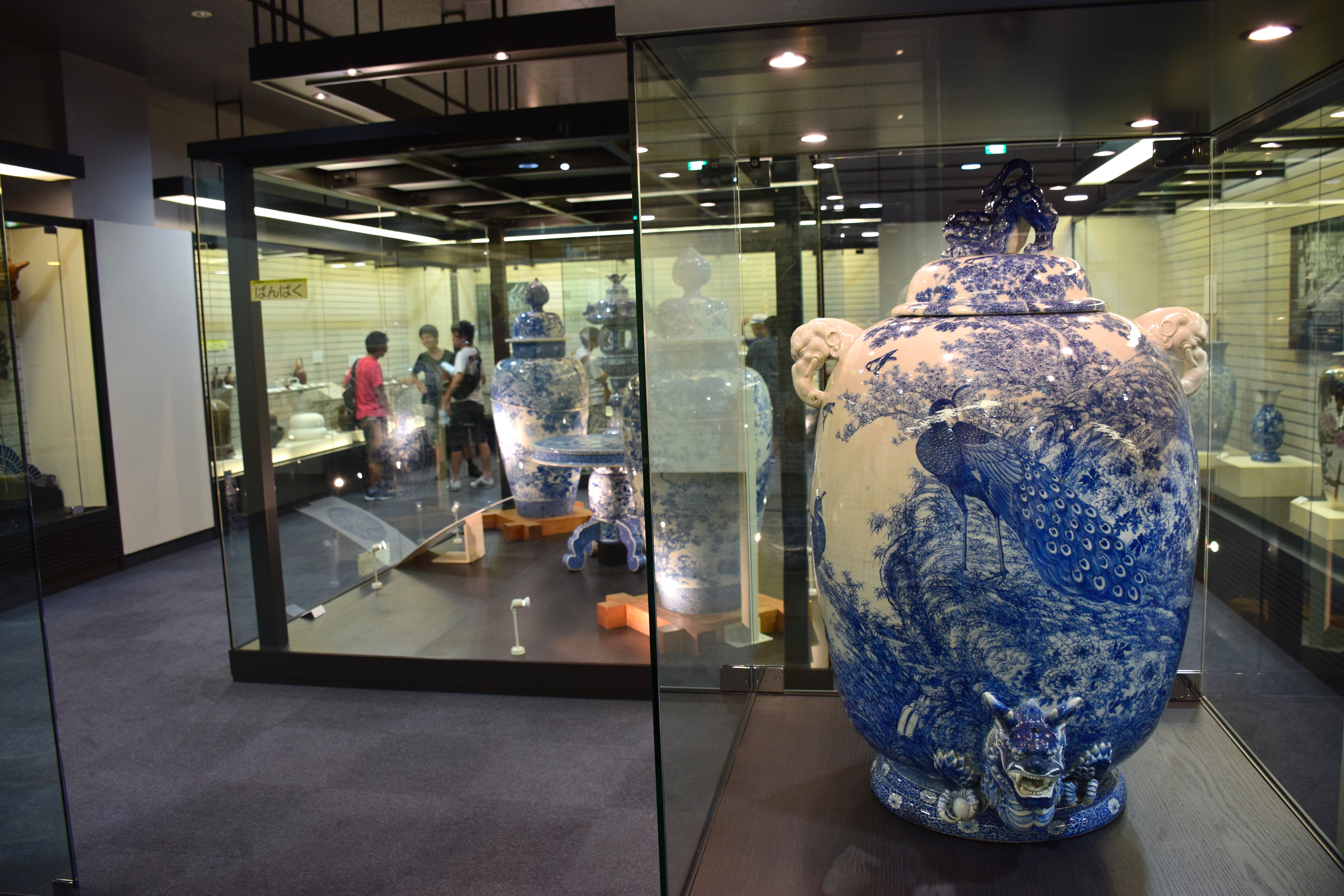
瀬戸蔵ミュージアム

瀬戸焼（せとやき）は、愛知県瀬戸市とその周辺で生産される陶磁器の総称。日本六古窯の一つ（瀬戸窯）。東日本で広く流通し、瀬戸物は陶磁器を指す一般名詞化した。
2017年4月29日、瀬戸焼は、越前焼（福井県越前町）、丹波立杭焼（兵庫県丹波篠山市）、備前焼（岡山県備前市）、常滑焼（愛知県常滑市）、信楽焼（滋賀県甲賀市）とともに、日本六古窯として日本遺産に認定された（日本六古窯 公式Webサイト）。

## 概要・概略史
古墳時代中期末（5世紀後半）に現在の愛知県猿投地区（尾張東部から西三河西部）に日本三大古窯の一つとされる埴輪・須恵器窯である「猿投古窯群」が誕生した。猿投窯は、奈良時代に日本初の人工施釉陶器（灰釉陶器）を生産して高級食器として流通し、窯業の一大生産地となった。考古学の研究では、10世紀後半に猿投窯から周辺地域への窯場の拡散が起こり、これに伴い瀬戸市南部の幡山丘陵でも広久手30号窯や南山窯などでの灰釉陶器生産が開始されたことが判明しており、これが「瀬戸窯」の成立とされる。しかし、平安時代後半の11世紀末から製品が粗略化し、灰釉陶器から無釉の日用雑器（山茶碗）生産へとシフトしていく。
伝承では 鎌倉時代の13世紀中頃、加藤四郎景正が、宋（中国）から施釉陶器の技法を伝えたのが瀬戸焼の創始といわれるが、施釉陶器を産出する瀬戸窯（灰釉陶器窯）はこれ以前に成立しており、景正の実在を疑う説もある。ただし、鎌倉時代初頭（12世紀末）の瀬戸窯では、灰釉・鉄釉などの施釉陶器生産が再開するという事象も考古学の研究により明らかとなっており（古瀬戸様式の成立）、伝承のモデルとなった人物や出来事が存在した可能性は一概に否定できないともされている。古瀬戸様式の器種は中国から輸入される磁器を模倣したものが多く、代用品として生産・流通したと見られる。鎌倉時代の製品には優美な印花文や画花文を施したものが多い。
室町時代末頃までは古瀬戸とよばれる。室町時代に入ると椀、皿や鉢といった日用雑器の生産が多くなる。次第に生産拠点が美濃に移る。
桃山時代から、黄瀬戸、瀬戸黒、志野、織部などの茶器が茶の湯の隆盛に伴って多く焼かれ、日用雑器も作られるようになる。
江戸時代初期の元和2年（1616年）に徳川家康が死去して駿府城内にあった遺品は徳川将軍家と御三家に分配された。そのうち尾張徳川家が受け取った分の目録『駿府御分物之内色々御道具帳』（徳川黎明会蔵）には、既に「瀬戸」と「古瀬戸」の語の使い分けが見える。こんにちでいう「古瀬戸」とは指し示す範囲が異なるものの小堀政一（遠州）『茶人の次第』（水戸徳川家伝来）にも「古瀬戸」の語がみえ、近世初期には「瀬戸」と「古瀬戸」の使い分けが広がっていることが確認できる。
江戸時代には肥前の有田を中心に始まった有田焼と総称される磁器により次第に市場を奪われ、衰退する。
文化年間（1804年 - 1818年）加藤民吉親子が肥前国有田から染付磁器の製法を伝えたことから磁器の製造が始まり、後に磁器が主流となる。以降、「染付焼」（瀬戸染付）は「新製焼」、旧来の陶器は「本業焼」と呼ばれた。
明治時代には輸出用に美麗な陶磁器が作られ、「瀬戸素地」に絵付けだけ東京や横浜で行われることもあった。

## 瀬戸焼に使われる主な釉薬
- 黄瀬戸
- 瀬戸黒
- 志野
- 織部
- 鉄赤
- 灰釉